# Максимальный риск
«Максимальный риск» (англ. Maximum Risk) — американский фильм 1996 года, главные роли в котором исполнили Жан-Клод Ван Дамм и Наташа Хенстридж.

## Сюжет
Полицейский Алан Моро (Жан-Клод Ван Дамм) невольно занимает место своего брата-близнеца и … получает его многочисленные проблемы и красивую подругу. Он вынужден повторить его путь от Франции до США и назад, флиртуя с ФБР и русской мафией. Активно используя свои стальные мускулы, Алан должен найти ответы на некоторые жёсткие вопросы, но чем он ближе к цели, тем меньше у него шансов выжить…

## В ролях
- Жан-Клод Ван Дамм — полицейский Алан Моро / Михаил Суворов
- Наташа Хенстридж — Алекс Минетти, подруга Михаила
- Жан-Юг Англад — Себастьян
- Зак Гренье — Иван Дзасохов
- Девид Хемблен — Дмитрий Киров, глава русской мафии
- Карло Рота[англ.] — Bohemia Bartender
- Пол Бен-Виктор — агент ФБР Пеллман
- Стефан Одран — Шанталь Моро

## Сборы
Фильм собрал около 52 000 000 долларов в прокате, из них 14 500 000 — на территории США.

## Отзывы
Многие критики были разочарованы этим фильмом, как режиссёрским проектом Ринго Лама, отмечая, что его ранние работы сняты на куда более высоком уровне. В то же время об актёрской игре Ван Дамма отозвались более благоприятно, называя фильм одним из лучших в карьере киноактёра.

## ТВ-Показы в России
2001 год:
- ОРТ - 11 февраля

2003 год:
- Первый канал - 31 августа+Повтор 1 сентября

2004 год:
- НТВ - 1 октября

2005 год:
- НТВ - 22 апреля

2006 год:
- ТВ-3 - 20 августа и 16 декабря (Повторы 22 августа и 20 декабря)
- Первый канал - 24 сентября
- СТС - 11 декабря

2007 год:
- ТВ Центр - 13 января+Повтор 15 января
- ДТВ - 14 мая+Повтор 19 мая

2008 год:
- Первый канал - 18 апреля
- СТС - 10 июля и 10 декабря

2009 год:
- СТС - 6 августа

2010 год:
- ТВ-3 - 3 апреля

2011 год:
- СТС - 20 марта

2012 год:
- ТВ-3 - 12 августа+Повтор 13 августа